# 托尔若克区
托尔若克区（羅馬化：Torzhokskiy rayon）是俄罗斯特维尔州的区，行政中心为托尔若克，面积3,128.1平方（1,207.8平方英里）。
该区2021年人口有20,340人；2010年人口22,534；2002年人口23,856；1989年人口27,376。